# Фогт, Кристофер
Кристофер Фогт (англ. Christopher Fogt, 29 мая 1983, Ориндж-Парк, Флорида) — американский бобслеист, разгоняющий, выступает за сборную США с 2007 года. Участник зимних Олимпийских игр в Ванкувере, неоднократный призёр национального первенства и различных этапов Кубков Европы, Америки и мира. Помимо занятий спортом является военнослужащим, ветеран войны в Ираке.

## Биография
Кристофер Фогт родился 29 мая 1983 года в городе Ориндж-Парк, штат Флорида. Ещё во время учёбы в университете в течение двух лет был капитаном команды по лёгкой атлетике, бегал спринт, в частности, установил два внутренних рекорда университета по бегу на 100 и 60 м, показав время в 10,53 и 6,92 секунды соответственно. Однако с течением лет Фогт понял, что не сможет добиться в этом виде спорта сколько-нибудь значимых результатов, поэтому в 2007 году решил попробовать себя в бобслее, приехал в тренировочный лагерь в Лейк-Плэсиде, прошёл отбор в национальную сборную и присоединился к команде США в качестве разгоняющего.
Уже в декабре дебютировал на Кубке мира, приехав семнадцатым на этапе в канадском Калгари. В феврале 2008 года занял двенадцатое место на молодёжном чемпионате мира в австрийском Игльсе, а в ноябре завоевал бронзу на этапе Кубка Америки на домашней трассе в Парк-Сити. В 2009 году его спортивная карьера пошла резко вверх, пять медалей на американских кубковых соревнованиях, в том числе четыре золотые, и серебро на этапе мирового кубка в Лейк-Плэсиде.
Благодаря череде успешных заездов Фогт удостоился права защищать честь страны на зимних Олимпийских играх в Ванкувере, где вместе с четырёхместным экипажем пилота Джона Нейпира перевернулся во время второго спуска и вынужден был отказаться от дальнейшего участия в соревнованиях. Сразу после Олимпиады отправился на войну в Ирак служить в составе разведывательного подразделения, за что получил звание лейтенанта. Лучший результат на чемпионатах мира Кристофер Фогт показал в 2012 году в Лейк-Плэсиде, когда финишировал шестым в зачёте двоек.
В 2014 году Кристофер Фогт побывал на Олимпийских играх в Сочи, где занял двенадцатое место в двойках и выиграл бронзу в четвёрках в составе экипажа титулованного пилота Стивена Холкомба.
После дисквалификации Международным олимпийским комитетом Александра Зубкова и ряда российских бобслеистов за нарушение антидопинговых правил, результаты показанные на Олимпийских играх 2014 года были аннулированы. В 2019 году произошло перераспределение медалей, в котором американская бобслейная четвёрка стала серебряным призёром игр.